# Meravelles Valencianes
Meravelles Valencianes va ser un programa iniciat per l'organització Fil-per-Randa amb l'objectiu d'assenyalar els 7 referents més importants del patrimoni cultural i mediambiental del País Valencià. Aquesta acció pretenia servir com un nou motor de la promoció, difusió i ús de la llengua, del patrimoni cultural i natural valencià.
Fil-per-Randa després de més d'un any de votacions populars a la seua pàgina web, amb 120,000 votacions, va declarar el dia 9 d'octubre del 2008 de les set Meravelles Valencianes, amb la participació d'entitats públiques i privades valencianes.
L'any 2010 Fil-per-Randa, amb el suport de l'Acadèmia Valenciana de la Llengua i Caixa Popular, va publicar el llibre "Meravelles Valencianes", la substanciació d'un treball iniciat per Joan Vicent Candel per aconseguir un repertori de monuments, indrets i obres considerades les meravelles valencianes.